# Colopus kochii
Colopus kochii är en ödleart som beskrevs av  Vivian William Maynard Fitzsimons 1959. Colopus kochii ingår i släktet Colopus och familjen geckoödlor. Inga underarter finns listade i Catalogue of Life.